# مايك ستون
مايك ستون (بالإنجليزية: Mike Stone)‏ هو عازف قيثارة أمريكي، ولد في 30 نوفمبر 1969 في الولايات المتحدة.

## وصلات خارجية
- الموقع الرسمي
- مايك ستون على موقع ميوزك برينز (الإنجليزية)
- مايك ستون على موقع ديسكوغز (الإنجليزية)